# 井上荒野
井上 荒野（いのうえ あれの、1961年2月4日 - ）は、日本の小説家。本名同じ。東京都出身。

## 概要
小説家井上光晴の長女として東京都中野区に生まれる。12歳のとき調布市に転居。調布市立第三中学校、玉川学園高等部、成蹊大学文学部英米文学科卒業。大学卒業後は小学館の近代文学全集編集部に3年間勤めていた。退職後はフリーで記事を書いたりコピーライターのような仕事をしたり、たまに同人誌に小説を発表していた。
1989年、「わたしのヌレエフ」で第1回フェミナ賞（学習研究社『季刊フェミナ』によるもの。江國香織と同時受賞。）を受賞するが、その後体調不良などで小説を書けなくなる。絵本の翻訳などをしていたが、2001年に『もう切るわ』で再起。2004年、『潤一』で第11回島清恋愛文学賞、2008年、『切羽へ』で第139回直木賞受賞。2011年、『そこへ行くな』で第6回中央公論文芸賞受賞。2016年、『赤へ』で第29回柴田錬三郎賞受賞。2018年、『その話は今日はやめておきましょう』で第35回織田作之助賞受賞。
実父、光晴は尼・文筆家の瀬戸内寂聴と不倫関係にあったが、瀬戸内と井上の間には長く親交があった。36歳のときに父と同じ大腸がんに見舞われ、入院生活を送るも寛解。退院後にインターネットで古書を探しているなかで知り合った古書店主と40歳のときに結婚。2019年より長野県八ヶ岳の麓に暮らす。

## 作品リスト

### 小説

#### 1990年代
- グラジオラスの耳（1991年5月 福武書店 / 2003年1月 光文社文庫）
  - 収録作品：グラジオラスの耳 / 暗い花柄 / わたしのヌレエフ / 楽天ちゃん追悼 / ビストロ・チェリイの蟹

#### 2000年代
- もう切るわ（2001年10月 光文社 / 2004年10月 光文社文庫）
- ヌルイコイ（2002年10月 光文社 / 2005年10月 光文社文庫）
- 潤一（2003年11月 マガジンハウス / 2006年12月 新潮文庫）
  - 収録作品：映子・三十歳 / 環・二十八歳 / あゆ子・六十二歳 / 美雪・二十六歳 / 千尋・二十九歳 / 瑠依・十四歳 / 香子・四十三歳 / 希・三十八歳 / 美夏・二十歳 / 潤一・二十六歳
- 森のなかのママ（2004年3月 集英社 / 2007年5月 集英社文庫）
- だりや荘（2004年7月 文藝春秋 / 2007年8月 文春文庫）
- しかたのない水（2005年1月 新潮社 / 2008年2月 新潮文庫）
  - 収録作品：手紙とカルピス / オリビアと赤い花 / 運動靴と処女小説 / サモワールの薔薇とオニオングラタン / クラプトンと骨壺 / フラメンコとべつの名前
- 誰よりも美しい妻（2005年12月 マガジンハウス / 2009年2月 新潮文庫）
- 不恰好な朝の馬（2006年10月 講談社 / 2011年3月 講談社文庫）
  - 収録作品：不恰好な朝の馬 / クリームソーダ / 額縁の犬 / 鹿田温泉 / スケッチ / 虫 / 初夏のペリメニ
- 学園のパーシモン（2007年1月 文藝春秋 / 2009年9月 文春文庫）
- ズームーデイズ（2007年7月 小学館 / 2008年11月 小学館文庫）
- ベーコン（2007年10月 集英社 / 2009年6月 集英社文庫）
  - 収録作品：ほうとう / クリスマスのミートパイ / アイリッシュ・シチュー / 大人のカツサンド / 煮こごり / ゆで卵のキーマカレー / 父の水餃子 / 目玉焼き、トーストにのっけて / ベーコン
- 夜を着る（2008年2月 文藝春秋 / 2010年10月 文春文庫）
  - 収録作品：アナーキー / 映画的な子供 / ヒッチハイク / 終電は一時七分 / I島の思い出 / 夜を着る / 三日前の死 / よそのひとの夏
- 切羽へ（2008年5月 新潮社 / 2010年11月 新潮文庫）
- あなたの獣（2008年11月 角川書店 / 2012年1月 角川文庫）
  - 収録作品：砂 / 飴 / 桜 / 窓 / 石 / 南 / 祭 / 海 / 声 / 骨
- 雉猫心中（2009年1月 マガジンハウス / 2011年12月 新潮文庫）
- ひみつのカレーライス（2009年4月 アリス館） - 絵：田中清代
- 静子の日常（2009年7月 中央公論新社 / 2012年6月 中公文庫）

#### 2010年代
- つやのよる（2010年4月 新潮社 / 2012年12月 新潮文庫）
- もう二度と食べたくないあまいもの（2010年4月 祥伝社 / 2013年4月 祥伝社文庫）
  - 収録作品：幽霊 / 手紙 / 奥さん / 自伝 / 犬 / 金 / 朗読会 / オークション / 裸婦 / 古本
- ベッドの下のNADA（2010年12月 文藝春秋 / 2013年5月 文春文庫）
  - 収録作品：だんまり虫 / ばかぼん / おもいあい / 交換日記 / おしっこ団 / タナベ空
- ハニーズと八つの秘めごと（2011年3月 小学館）
  - 収録作品：ブーツ / 泣かなくなった物語 / 粉 / 虫歯の薬みたいなもの / 犬と椎茸 / 他人の島 / きっとね。 / ダッチオーブン / ハニーズ
- そこへ行くな（2011年6月 集英社 / 2014年7月 集英社文庫）
  - 収録作品：遊園地 / ガラスの学校 / ベルモンドハイツ401 / サークル / 団地 / 野球場 / 病院
- キャベツ炒めに捧ぐ（2011年8月 角川春樹事務所 / 2014年8月 ハルキ文庫）
- だれかの木琴（2011年12月 幻冬舎 / 2014年2月 幻冬舎文庫）
- 結婚（2012年3月 角川書店 / 2016年1月 角川文庫）
- 夜をぶっとばせ（2012年5月 朝日新聞出版 / 2016年5月 朝日文庫）
  - 収録作品：夜をぶっとばせ / チャカチョンバへの道
- さようなら、猫（2012年9月 光文社 / 2017年6月 光文社文庫）
  - 収録作品：自分の猫 / わからない猫 / 赤ん坊と猫 / 降りられない猫 / 名前のない猫 / ラッキーじゃなかった猫 / 他人の猫 / 二十二年目の猫 / さようなら、猫
- それを愛とまちがえるから（2013年1月 中央公論新社 / 2016年3月 中公文庫）
- あなたにだけわかること（2013年5月 講談社）
- ほろびぬ姫（2013年10月 新潮社 / 2016年6月 新潮文庫）
- 虫娘（2014年8月 小学館 / 2017年2月 小学館文庫）
- 悪い恋人（2014年12月 朝日新聞出版 / 2018年7月 朝日文庫）
- リストランテアモーレ（2015年3月 角川春樹事務所 / 2016年8月 ハルキ文庫）
- ママがやった（2016年1月 文藝春秋 / 2019年1月 文春文庫）
  - 収録作品：ママがやった / 五、六回 / ミック・ジャガーごっこ / コネティカットの分譲霊園 / 恥 / はやくうちに帰りたい / 自転車 / 縦覧謝絶
- 赤へ（2016年6月 祥伝社 / 2019年6月 祥伝社文庫）
  - 収録作品：虫の息 / 時計 / 逃げる / ドア / ボトルシップ / 赤へ / どこかの庭で / 十三人目の行方不明者 / 母のこと / 雨
- 綴られる愛人（2016年10月 集英社 / 2019年4月 集英社文庫）
- あなたならどうする（2017年6月 文藝春秋 / 2020年7月 文春文庫）
  - 収録作品：人妻ブルース / 時の過ぎゆくままに / 小指の想い出 / 東京砂漠 / ジョニィへの伝言 / あなたならどうする / 古い日記 / 歌いたいの / うそ / サルビアの花
- その話は今日はやめておきましょう（2018年5月 毎日新聞出版 / 2021年3月 毎日文庫）
- あちらにいる鬼（2019年2月 朝日新聞出版 / 2021年11月 朝日文庫）
- あたしたち、海へ（2019年11月 新潮社/ 2022年5月 新潮文庫）

#### 2020年代
- よその島（2020年3月 中央公論新社 / 2023年3月 中公文庫）
- そこにはいない男たちについて（2020年7月 角川春樹事務所 / 2022年7月 ハルキ文庫）
- ママナラナイ（2020年10月 祥伝社 / 2023年10月 祥伝社文庫）
- 百合中毒（2021年4月 集英社）
- 生皮 あるセクシャルハラスメントの光景（2022年4月 朝日新聞出版）
- 小説家の一日（2022年10月 文藝春秋）
- 僕の女を探しているんだ（2023年2月 新潮社）
- 照子と瑠衣（2023年10月 祥伝社）

### 随筆
- ひどい感じ 父・井上光晴（2002年8月 講談社 / 2005年10月 講談社文庫）
- 夢のなかの魚屋の地図（2014年1月 幻戯書房 / 2017年3月 集英社文庫）
- 荒野の胃袋（2014年9月 潮出版社 / 2022年10月 潮文庫） - ショート・エッセイ集

### 共著・対談集
- あの映画みた?（2018年6月 新潮社） - 江國香織との対談集

### アンソロジー・リレー小説
「」内が井上荒野の作品

#### 小説を収録
- 最後の恋（2005年12月 新潮社）「ブーツ」
  - 【改題】最後の恋 つまり、自分史上最高の恋。（2008年12月 新潮文庫）
- 短篇ベストコレクション 現代の小説2007（2007年6月 徳間文庫）「アナーキー」
- JOY!（2008年4月 講談社）「All about you」 - 角田光代、江國香織らとのリレー小説
  - 【改題】彼の女たち（2012年4月 講談社文庫）
- 甘い記憶（2008年8月 新潮社）「ボサノバ」
- 女ともだち （2010年3月 小学館 / 2013年3月 小学館文庫）「野江さんと蒟蒻」
- チーズと塩と豆と（2010年10月 集英社 / 2013年10月 集英社文庫）「理由」
- 旅の終わり、始まりの旅（2012年3月 小学館文庫）「下北みれん」
- 短篇ベストコレクション 現代の小説2013（2013年6月 徳間文庫）「時の過ぎゆくままに」
- 短篇ベストコレクション 現代の小説2015（2015年6月 徳間文庫）「うそ」
- 短編学校（2017年6月 集英社文庫）「骨」
- 短編アンソロジー 味覚の冒険（2018年10月 新潮文庫）「ベーコン」

#### エッセイを収録
- 父娘の銀座 ベスト・エッセイ2009（2009年6月 光村図書出版）「白い日」
- ベスト・エッセイ2013（2013年6月 光村図書出版）「きらいな言葉」
- ぷくぷく、お肉 おいしい文藝（2014年2月 河出書房新社）「夕食 肉は 血湧き肉躍らせつつ」
- ベスト・エッセイ2014（2014年6月 光村図書出版）「老化と白鳥」
- 考えるマナー（2014年7月 中央公論新社）「おいしい（あるいはその逆の）店に行ったときのマナー」「占いのマナー」「お洒落のマナー」「老化のマナー」「悪口のマナー」「SNSのマナー」「夫との買い物のマナー」「流行語のマナー」「カーラジオのマナー」「昼寝のマナー」「子供のマナー」 - ショートコラム

### 翻訳
- あなたがうまれたひ（デブラ・フレイジャーの絵本 1999年11月 福音館書店）
- エロイーズ、パリへいく（ケイ・トンプソンの絵本 2001年4月 メディアファクトリー）
- エロイーズ、モスクワへいく（ケイ・トンプソンの絵本 2001年11月 メディアファクトリー）
- エロイーズのクリスマス（ケイ・トンプソンの絵本 2001年11月 メディアファクトリー）
- 海へさがしに（デブラ・フレイジャーの絵本 2002年4月 福音館書店）
- オカネ・モッチャが見つけたしあわせ（マドンナの絵本 2005年9月 ホーム社）

## メディア・ミックス

### 映画
- 愛してる、愛してない（朝鮮語版）（Come Rain, Come Shine）（2011年3月16日公開、韓国映画、監督：イ・ユンギ（朝鮮語版）、主演：ヒョンビン、原作：帰れない猫『ナナイロノコイ』所収）
- つやのよる ある愛に関わった、女たちの物語（2013年1月26日公開、配給：東映、監督：行定勲、主演：阿部寛、原作：つやのよる）
- だれかの木琴（2016年9月10日公開、配給：キノフィルムズ、監督：東陽一、主演：常盤貴子）
- 結婚（2017年6月24日公開、配給：KADOKAWA、監督：西谷真一、主演：ディーン・フジオカ）[12]
- あちらにいる鬼（2022年11月公開予定、配給：ハピネットファントム・スタジオ、監督：廣木隆一、主演：寺島しのぶ、豊川悦司）[13]

### テレビドラマ
- それを愛とまちがえるから（2019年2月9日 - 3月9日、全5話、WOWOW「連続ドラマW」枠、主演：稲森いずみ）
- 潤一（2019年7月13日 - 8月17日、全6話、関西テレビ、主演：志尊淳）[14]
- 照子と瑠衣（2025年6月22日 - 8月10日、全8話、NHK BS・NHK BSプレミアム4K「プレミアムドラマ」枠、主演：風吹ジュン・夏木マリ）

## メディア出演
- NHK『現代ジャーナル』司会
- NHK BShi『プレミアム8 愛と胃袋 イタリア 井上荒野のビエモンテ』（2010年）

## 受賞
- 1989年 - 第1回フェミナ賞（「わたしのヌレエフ」）[6]
- 2004年 - 第11回島清恋愛文学賞（『潤一』）[6]
- 2008年 - 第139回直木賞（『切羽へ』）[6]
- 2011年 - 第6回中央公論文芸賞（『そこへ行くな』）[6]
- 2016年 - 第29回柴田錬三郎賞（『赤へ』）[6]
- 2018年 - 第35回織田作之助賞（『その話は今日はやめておきましょう』）[6]